# Крещёные Казыли
 Крещёные Казыли — село в Рыбно-Слободском районе Татарстана. Входит в состав Балыклы-Чукаевского сельского поселения.

## География
Находится в центральной части Татарстана у на расстоянии приблизительно 23 км на север по прямой от районного центра поселка Рыбная Слобода у речки Казылка. 

## История
Основано в период Казанского ханства, упоминалось еще как Верхние Крещёные Казыли. В начале XX века действовала Троицкая церковь, работала церковно-приходская школа. Относится к числу населенных пунктов с кряшенским населением.

## Население
Постоянных жителей было: в 1782 году — 62 души мужского пола, в 1859—320, в 1897—706, в 1908—819, в 1920—812, в 1926—778, в 1949—315, в 1958—351, в 1970—232, в 1989—125, в 2002 году 133 (татары 77 %), в 2010 году 104.